# Mindanao Facula
Mindanao Facula est une zone brillante sur Titan, satellite naturel de Saturne.

## Caractéristiques
Mindanao Facula est centrée sur 6,6° de latitude sud et 174,2 de longitude ouest, et mesure 210 km dans sa plus grande dimension.

## Observation
Mindanao Facula a été découverte par les images transmises par la sonde Cassini.
Elle a reçu le nom de Mindanao, une île des Philippines.